# Милан Гавриловић
Милан Гавриловић (Београд, 23. новембар 1882 — Бетесда, 1. јануар 1976) био је српски адвокат, дипломата и политичар.
Један је од оснивача политичке странке Савез земљорадника, а од 1939. године и њен вођа. Био је директор листа Политика 1924−1930. Први посланик Краљевине Југославије у СССР 1940−41. У емигрансткој влади у Лондону обављао је дужност министра правде, пољопривреде, снабдевања и исхране.

## Биографија
Рођен је у породици Уроша и Агњице Божић. Гавриловић је још као студент 1905. године био учесник четничке акције. Рањен је као четник у бици код Челопека код Старог Нагоричана. Гавриловић је докторирао у Паризу и био је дипломата. Обављао је и дужност секратара Николе Пашића. Као и Милан Ракић, који је такође био дипломата, Гавриловић узима одсуство из Министарства иностраних послова да би као доборовљац-четник учестововао у Првом балканском рату.
Као дипломата служио је у Лондону, Атини, Берлину и Риму. Од јуна 1940. био је посланик Краљевине Југославије у Совјетском Савезу. Био је члан извршног одбора, потпредседник и, после смрти Јована Јовановића Пижона, шеф Земљорадничке странке, од јуна 1939.
Новинарством се бавио од студентских дана. Као десна рука тадашњег директора Политике др Слободана Ф. Рибникара. 1924. прихватио се посла у листу, у часу када је Рибникара и његову дотадашњу узданицу Миомира Миленовића напустило здравље. Премда званично није имао одређен положај у редакцији нити звање, уживајући пуно поверење директора, био је овлашћен да обликује политички профил дневника. После Рибникареве смрти те године и доласка Владислава С. Рибникара на чело листа, преузео је предузеће као својеврсни директор „у сенци”, одлучујући не само о редакцијском и уредничком построју, већ „о свему што је имало новинарски смисао”. Своје прилоге, које је понеки пут диктирао непосредно у перо млађим сарадницима да их потом журно однесу на прелом, није потписивао, нити му је име било штампано у заглављу листа, што није одмагало његовом угледу у јавности. „Његови написи представљали су тежишна оријентациона поља уређивачке политике листа, а неједном и непосредно утицали су на друштвено-политичку стварност земље” (С. Г. Богуновић). По убеђењима опозиционар непатвореног националног осећања, водио је лист линијом државотворних тежњи, мимо партикуларних партијских и ефемерних политичких интереса појединаца и група. После увођења Шестојануарске диктатуре, међутим, био је принуђен да напусти лист.
Прихватио се учешћа у влади од 27. марта 1941. године која је окупила представнике парламентарних политичких странака укорењених у народу. Милан Гавриловић је пре Априлског рата био посланик Краљевине Југославије у Совјетском Савезу. Статус званичног југословенског представника у Москви престао му је 6. маја 1941, када га је совјетска влада прогласила обичним грађанином. Крајем јула 1941. именован је за отправника послова југословенске избегличке владе у Москви. По доласку у Лондон (јануара 1942) именован је за министра правде у влади Слободана Јовановића.
Са Слободаном Јовановићем сарађује и у Југословенском народном одбору (1944), а на суђењу генералу Дражи Михаиловићу осуђен је заједно са Слободаном Јовановићем. После рата је живео и преминуо 1. јануара 1976. године у Сједињеним Америчким Државама.
Његова писана заоставштина, настала у периоду 1938—1976, допремљена је у новембру 2013. из Хуверовог института Универзитета Станфорд у САД у Архив Југославије.

## Породица
Милан и Јелена Гавриловић, рођена В. Цинцар-Јанковић (1895—1976) имали су сина Алексу и кћерке Вукосаву, Косару, Војиславу и Даринку.
- Инж. Алекса Гавриловић, инж. електротехнике имао је две кћерке.
- Косара (1924) била је удата за Растка Марчетића. Имају једну кћерку.
- Војислава је била удата за Владимира Аџемовића (1926—1970), правника, сина Бранка Аџемовића (1888—1962), краљевског посланика у Турској у Анкари (1937), Египту (1939) и Кејптауну (1941), шефа генералне политичке дирекције Министарства иностраних послова, дипломате, и Аспазије Аџемовић, рођ. Леко, кћерке проф. др Марка Лека. Имају двоје деце.
- Вукосава је била удата за Милана Којена, правника.
- Даринка је била удата за Михаила Гавришева. Има потомства.